# Парфюмер. История одного убийцы (фильм)
«Парфюме́р: Исто́рия одного́ уби́йцы»  (нем. Das Parfum. Die Geschichte eines Mörders) — драматический фильм 2006 года режиссёра Тома Тыквера, экранизация одноимённого романа Патрика Зюскинда, впервые опубликованного в 1985 году. В начале 2000-х годов экранизировать роман намеревался британский режиссёр Ридли Скотт.

## Сюжет
В 1738 году в Париже родился необычный человек — Жан-Батист Гренуй. «Он родился в парижской клоаке, под прилавком рыбного рынка. Сброшенный в кучу рыбьей требухи, младенец испытал первый в своей жизни, ни с чем ещё не сравнимый шок. Благодаря невообразимому нервному потрясению, он попытался отторгнуть все внешние запахи». Из детского приюта его отдают кожевнику Грималю, на которого тот работает в течение многих лет. Во время торговли кожей Гренуй отлучается и попадает в лавку к итальянскому парфюмеру Бальдини (Дастин Хоффман), чья лавка пребывает в большом упадке. Гренуй выражает желание учиться искусству парфюмера, но Бальдини сначала отказывает ему, а затем в качестве испытания предлагает смешать формулу духов «Амур и Психея», что Гренуй и делает, но «очень небрежно». Взбешенный Бальдини прогоняет Гренуя, но после, испробовав смешанные им духи понимает, что тот — гений. Пораженный талантом Гренуя к созданию ароматов, Бальдини выкупает его из кожевенной мастерской за 50 франков и берет его к себе в ученики.
Отработав на старого парфюмера и оставив ему сотню формул духов, Жан-Батист, одержимый желанием научиться искусству сохранения ароматов, отправляется во французский Грас, откуда вышли лучшие парфюмеры Парижа. Там герой ставит поражающий своей жестокостью и хладнокровием эксперимент — он решает создать единственный и неповторимый аромат, способный влюблять, сводить с ума и подчинять себе толпы людей. Это видится возможным только смешав запахи тринадцати девушек, которых он друг за другом убивает и выбрасывает на улицу. Процедура по «извлечению» из них запаха сопровождалась обёртыванием обнажённого тела жертвы в намазанную животным жиром кожу и отрезанием волос. Жители городка в панике; городская знать, испуганная такими дерзкими преступлениями, пытается спрятать своих дочерей. Архиепископ, призванный народом для покарания убийцы, выносит ему приговор: преступник будет отлучён от церкви навсегда, он никогда не сможет познать таинства святого причастия и никогда не будет прощён.
Собрав все необходимые «ингредиенты» для будущих духов, Жан-Батист оказывается пойманным отцом (Алан Рикман) последней жертвы — Лауры (Рейчел Херд-Вуд). На суде толпа народа требует приговорить убийцу к смертной казни, однако уже через несколько минут они, ошеломлённые ароматом духов, будут преклоняться перед Жаном-Батистом, который станет ангелом и новым мессией в их глазах. Перед восходом на эшафот Греную стоило только вылить каплю духов на белоснежный платок, и весь народ, почувствовав пьянящий аромат, признал убийцу невиновным. «Он невиновен», — прошептал палач, упав на колени; отец последней жертвы признал в нём собственного сына. Запах не только спас жизнь Жана-Батиста, но и спровоцировал массовую оргию на площади с архиепископом во главе. Наутро протрезвевший народ всё-таки отправляется на поиски убийцы. Хватают и казнят последнего работодателя Жана-Батиста, в доме которого нашли остатки волос и одежды жертв. Сам же Гренуй, терзаемый невозможностью быть любимым, отправляется в Париж и, увидев кучку бездомных, выливает на себя весь флакон духов, что приводит к его уничтожению путем пожирания безумно влюблённой в него толпой. Происходит это на рынке в центре Парижа. На месте его рождения.

## В ролях
| Актёр            | Роль                                      |
| ---------------- | ----------------------------------------- |
| Бен Уишоу        | Жан-Батист Гренуй                         |
| Дастин Хоффман   | Джузеппе Бальдини                         |
| Алан Рикман      | Антуан Риши                               |
| Рейчел Херд-Вуд  | Лаура Риши                                |
| Каролина Херфурт | девушка со сливами (первая жертва Гренуя) |
| Сара Форестье    | Жанна                                     |
| Коринна Харфаух  | мадам Арнульфи                            |